# Bronisław Cieślak
Bronisław Emil Cieślak (ur. 8 października 1943 w Krakowie, zm. 2 maja 2021 w Marcyporębie) – polski aktor, dziennikarz, prezenter telewizyjny i polityk. Odtwórca roli Sławomira Borewicza w serialu telewizyjnym 07 zgłoś się (1976–1987) i Bronisława Malanowskiego w serialu paradokumentalnym Malanowski i partnerzy (2009–2016). W latach 1997–2005 poseł na Sejm III i IV kadencji.

## Życiorys

### Młodość i wykształcenie
Syn Bronisława i Marii. Wychowywał się na krakowskim Kazimierzu. Jego ojciec był kolejarzem, matka zajmowała się domem. Miał dwóch braci: Jacka i Witolda.
W 1962 został absolwentem I Liceum Ogólnokształcącego im. Bartłomieja Nowodworskiego w Krakowie. Podczas nauki występował w klubie studenckim Pod Jaszczurami. W latach 1963–1968 studiował etnografię na Uniwersytecie Jagiellońskim, uzyskując absolutorium. W młodości pracował jako ratownik wodny. Był też zatrudniony jako kontysta oraz referent do spraw transportu.

### Działalność zawodowa i aktorska
W 1968 rozpoczął pracę jako dziennikarz w Polskim Radiu, następnie pracował również w ośrodku krakowskim Telewizji Polskiej, gdzie w latach 1973–1991 był redaktorem i zastępcą redaktora naczelnego. W 1976 prowadził program telewizyjny pod nazwą Bez togi.
W 1975 reżyser Roman Załuski zaproponował mu udział w zdjęciach próbnych do serialu obyczajowego Znaki szczególne. Bronisław Cieślak był sceptyczny co do tego pomysłu. Do wzięcia udziału w tym przedsięwzięciu przekonał go Jacek Stwora, sugerując, że mimo prawdopodobnego niepowodzenia będzie to materiał na ciekawy reportaż. Ostatecznie zawodowy dziennikarz otrzymał rolę aktorską w tym serialu, wcielając się w nim w postać inżyniera Bogdana Zawady. W 1976 Krzysztof Szmagier powierzył mu główną rolę w serialu kryminalnym 07 zgłoś się. Reżyser i scenarzysta, mając do dyspozycji kontrkandydatów będących aktorami zawodowymi, zdecydował się na Bronisława Cieślaka, uznając go za „prawdziwy typ aktorski” (czyli kogoś, „komu wierzy się, gdy mówi z ekranu”). Rola porucznika Sławomira Borewicza, w którą wcielał się w 21 odcinkach produkcji wyprodukowanych w latach 1976–1987, przyniosła mu największą rozpoznawalność i popularność. Odgrywana przez niego postać stała się ikoną popkultury, a sam aktor określany był mianem polskiego Jamesa Bonda. W roli komisarza Borewicza pojawił się w filmie Latające machiny kontra Pan Samochodzik z 1991 w reżyserii Janusza Kidawy.
W latach 70. i 80 nadal wykonywał zawód dziennikarza i – jak sam przyznawał – „bywał też aktorem”. W 1979 wystąpił w dwóch filmach fabularnych: w Kung-fu Janusza Kijowskiego zagrał dziennikarza Henryka Laskusa, a w filmie kryminalnym Wściekły w reżyserii Romana Załuskiego wcielił się w postać kapitana Zawady, próbującego rozwiązać sprawę tajemniczych morderstw. W 1980 był lektorem w filmie dokumentalnym Od Rodezji do Zimbabwe. We wrześniu 1984 pełnił rolę gospodarza podczas 9. Festiwalu Polskich Filmów Fabularnych w Gdańsku. W 1986 wystąpił w polsko-bułgarskim filmie dla młodzieży Złota mahmudia (w reżyserii Kazimierza Tarnasa), którego akcja rozgrywa się nad Morzem Czarnym w Bułgarii. W 1987 był jednym z jurorów w wyborach Miss Małopolski. W 1988 był reporterem w filmie dokumentalnym Reportaż z siedmiu dziesięcioleci. W 1990 w Teatrze Telewizji wystąpił w sztuce Woody’ego Allena pt. Bóg w reżyserii Wojciecha Biedronia.
W 1991 zakończył pracę w Telewizji Polskiej, a następnie przez pewien czas pomagał żonie w prowadzeniu działalności handlowej w Krakowie. Przez krótki okres był również zarejestrowany jako bezrobotny. Później powrócił do współpracy z telewizją, prowadził m.in. Telewizyjne Biuro Śledcze.

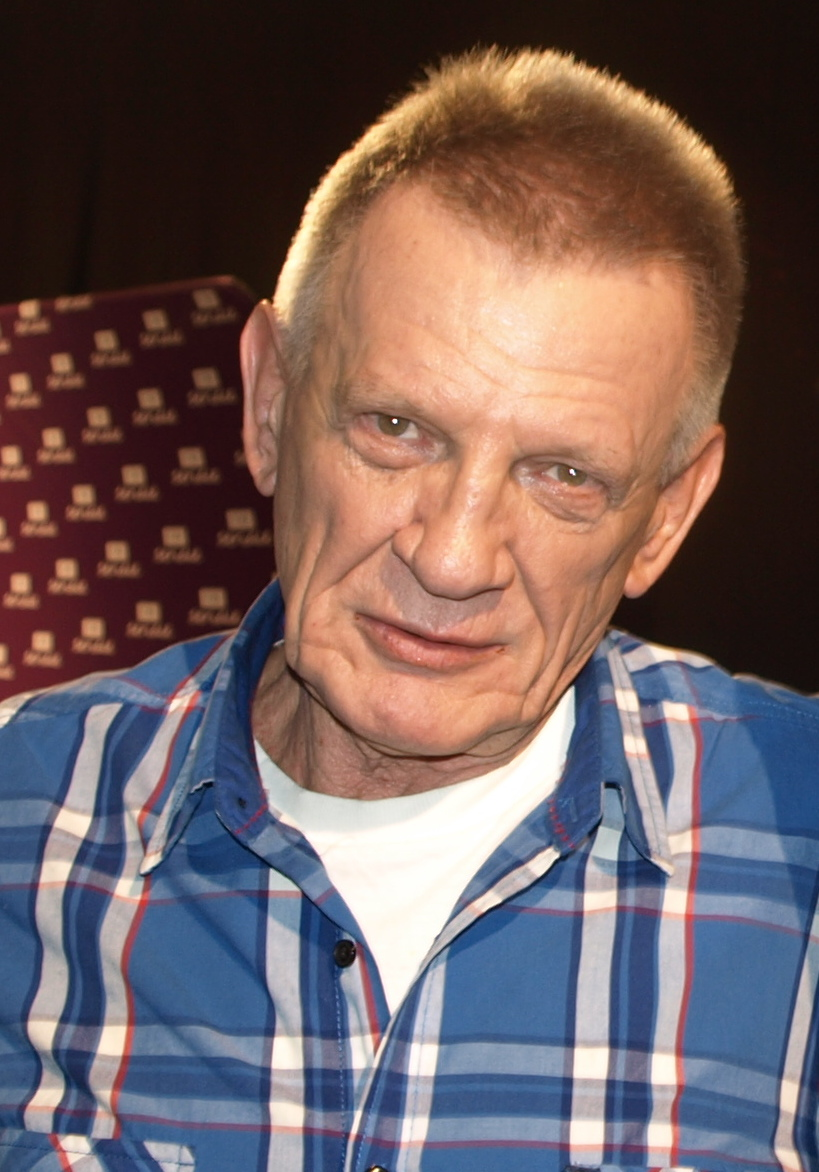
Bronisław Cieślak (2015)

Wystąpił gościnnie w takich serialach telewizyjnych jak Bank nie z tej ziemi, Świat według Kiepskich oraz Pierwsza miłość. Był narratorem serialu kryminalnego Tak czy nie? Ryszarda Bugajskiego. W 2006 zagrał warszawskiego komendanta policji Modesta Strumiłłę w 8 odcinkach serialu Mrok w reżyserii Jacka Borcucha. W latach 2009–2016 wcielał się w postać Bronisława Malanowskiego, grając w ponad 800 odcinkach serialu paradokumentalnego Malanowski i partnerzy. W 2019 wystąpił w filmie Na bank się uda Szymona Jakubowskiego, w którym zagrał ministra rolnictwa Sławomira Kowalika. Brał również udział w Reality Shopka Szoł w krakowskim Teatrze „Groteska”.
Był członkiem Stowarzyszenia Dziennikarzy Polskich i Stowarzyszenia Dziennikarzy Rzeczypospolitej Polskiej. W latach 1993–1997 pełnił funkcję sekretarza zarządu krakowskiego oddziału drugiej z tych organizacji.

### Działalność polityczna
W latach 1971–1990 był członkiem Polskiej Zjednoczonej Partii Robotniczej. W 1991 bezskutecznie kandydował do Sejmu z ramienia Sojuszu Lewicy Demokratycznej.
Mandat poselski z listy tego ugrupowania uzyskał w wyborach w 1997 w okręgu krakowskim nr 21. W Sejmie III kadencji zasiadał m.in. w Komisji Administracji i Spraw Wewnętrznych oraz Komisji Kultury i Środków Przekazu. Po raz drugi został wybrany do Sejmu w wyborach w 2001 z ramienia koalicji SLD-UP w okręgu krakowskim nr 13 liczbą 24 252 głosów. W IV kadencji pełnił funkcję rzecznika prasowego klubu parlamentarnego SLD. Zasiadał ponownie w Komisji Administracji i Spraw Wewnętrznych oraz Komisji Kultury i Środków Przekazu. Był też członkiem Komisji Sprawiedliwości i Spraw Człowieka. Podczas obu kadencji pracował także w szeregu podkomisji.
24 grudnia 2001 został zatrzymany przez policję podczas jazdy pod prąd ulicą jednokierunkową i odmówił poddania się badaniu na zawartość alkoholu we krwi. Komisja Etyki Poselskiej uznała jego zachowanie za nadużycie immunitetu. W maju 2002 został ukarany za wykroczenie drogowe karą 1200 zł grzywny oraz zakazem prowadzenia pojazdów na okres sześciu miesięcy.
W 2005 i 2007 bez powodzenia kandydował w kolejnych wyborach parlamentarnych. W wyborach samorządowych w 2006 bezskutecznie ubiegał się o mandat radnego Krakowa.

## Życie prywatne

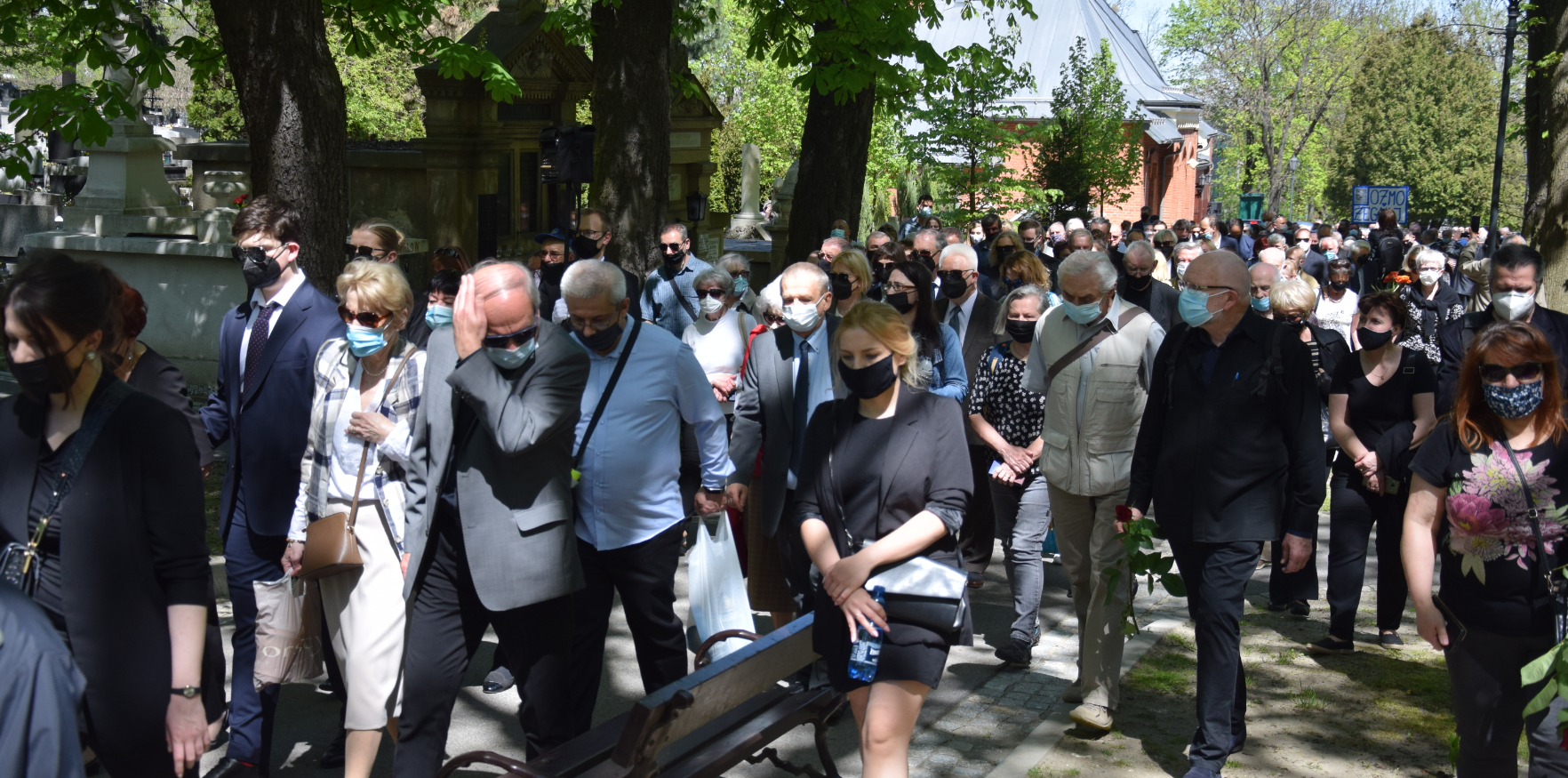
Pogrzeb Bronisława Cieślaka

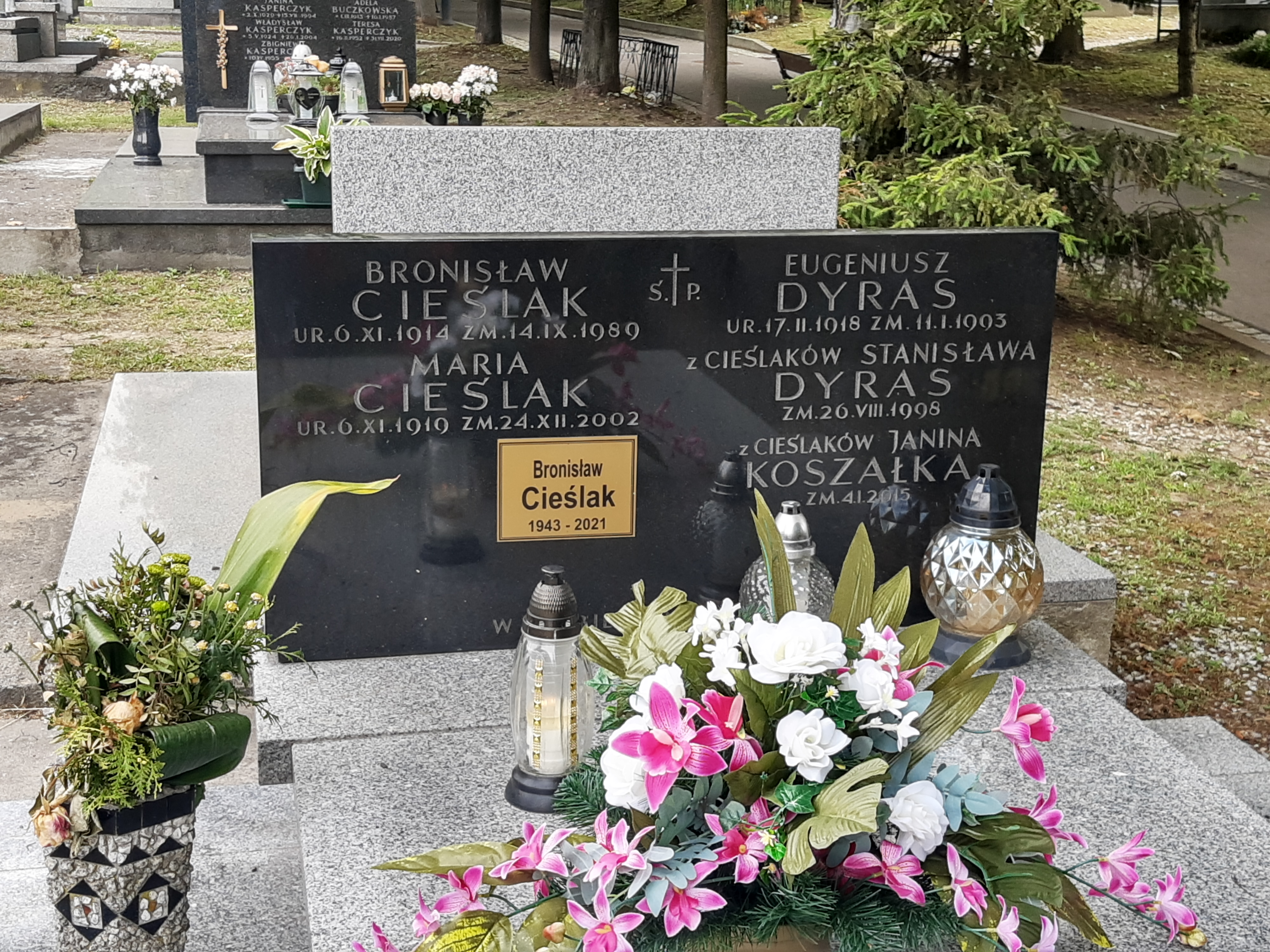
Grób Bronisława Cieślaka na cmentarzu Podgórskim

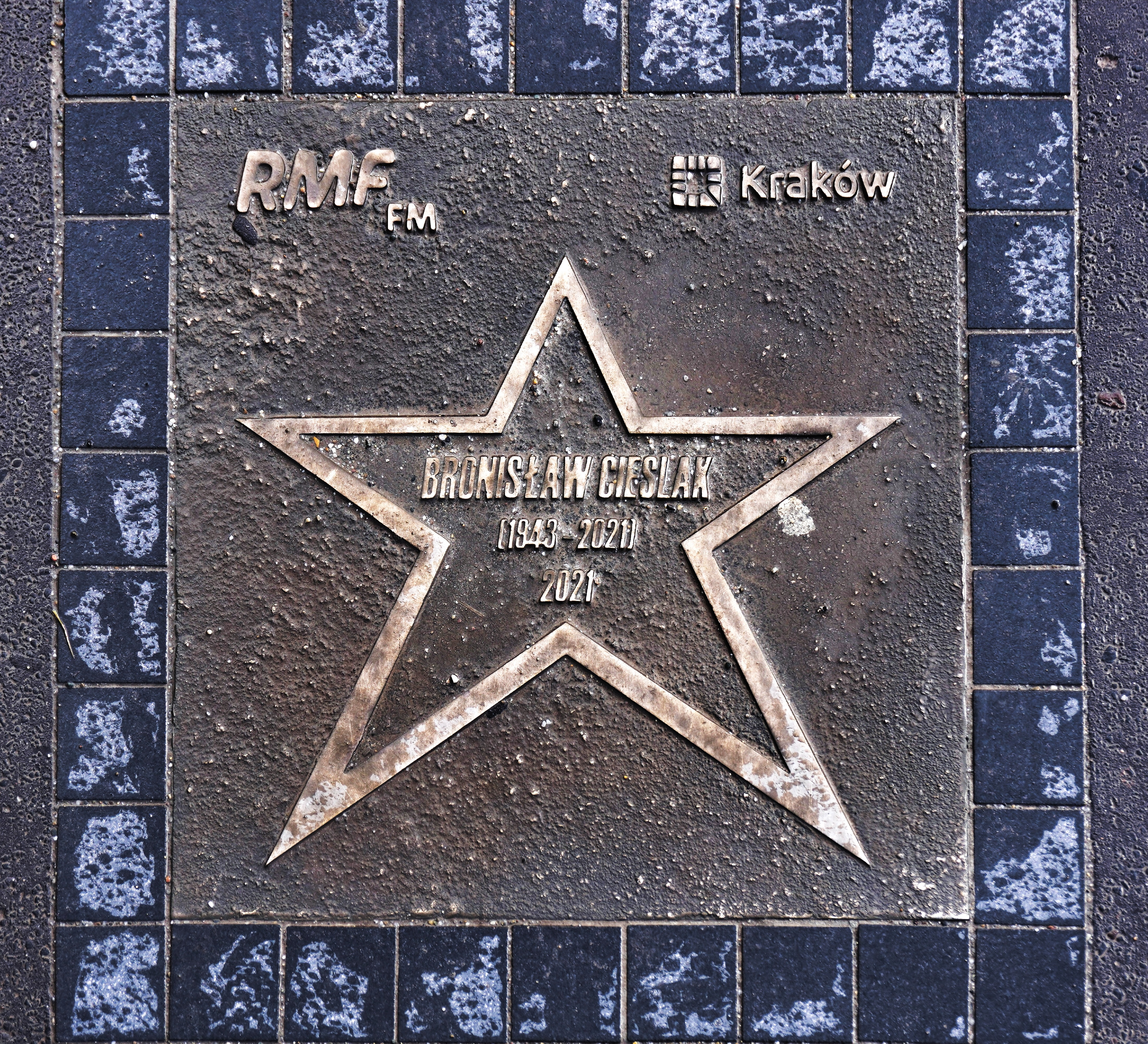
Gwiazda Bronisława Cieślaka w Alei Gwiazd w Krakowie

Z pierwszą żoną Jasną Krystyną Chrzanowską-Cieślak miał córkę Katarzynę (obie wystąpiły wraz z nim w filmie Wściekły z 1979). Z drugą żoną Anną Cieślak miał córkę Zofię i syna Jana. Był stryjem aktorki Anny Cieślak.
Chorował na nowotwór prostaty. W 2018 w związku z chorobą przeszedł operację, a także cykle radioterapii i chemioterapii.
Zmarł 2 maja 2021. 4 maja Sejm IX kadencji uczcił jego pamięć minutą ciszy. 10 maja 2021 został pochowany w grobowcu rodzinnym na cmentarzu Podgórskim w Krakowie (kwatera XXXVI/6/12). Uroczystości pogrzebowe miały charakter świecki.

## Odznaczenia
- Krzyż Kawalerski Orderu Odrodzenia Polski (2021, pośmiertnie)[42][43]
- Srebrny Krzyż Zasługi (1985)[9]
- Srebrny Medal „Zasłużony Kulturze Gloria Artis” (2005)[44]
- Odznaka „Honoris Gratia” (2010)[45]

## Filmografia
| Filmy |                                         |                                     |                   |
| Rok   | Tytuł                                   | Rola                                | Uwagi             |
| 1979  | Wściekły                                | kapitan Bogdan Zawada               |                   |
| 1979  | Kung-fu                                 | redaktor Henio Laskus               |                   |
| 1980  | Od Rodezji do Zimbabwe                  | lektor                              | film dokumentalny |
| 1986  | Złota mahmudia                          | Sławek, ojciec Piotrka              |                   |
| 1987  | Zamknąć za sobą drzwi                   | porucznik Sławomir Borewicz         |                   |
| 1991  | Latające machiny kontra Pan Samochodzik | komisarz Borewicz                   |                   |
| 2019  | Na bank się uda                         | minister rolnictwa Sławomir Kowalik |                   |

| Produkcje telewizyjne |                        |                                                                                       |                      |
| Rok                   | Tytuł                  | Rola                                                                                  | Uwagi                |
| 1976                  | Znaki szczególne       | inżynier Bogdan Zawada                                                                | serial telewizyjny   |
| 1976–1987             | 07 zgłoś się           | porucznik Sławomir Borewicz                                                           | serial telewizyjny   |
| 1989                  | Bóg                    | Naczelny                                                                              | spektakl telewizyjny |
| 1994                  | Bank nie z tej ziemi   | znany detektyw                                                                        | serial telewizyjny   |
| 1999                  | Świat według Kiepskich | w roli samego siebie                                                                  | serial telewizyjny   |
| 2003                  | Tak czy nie?           | narrator                                                                              | serial telewizyjny   |
| 2006                  | Mrok                   | Modest Strumiłło                                                                      | serial telewizyjny   |
| 2007                  | Pierwsza miłość        | lekarz neurolog, do którego po pomoc zwróciła się cierpiąca na amnezję Marysia Radosz | serial telewizyjny   |
| 2009–2016             | Malanowski i partnerzy | detektyw Bronisław Malanowski                                                         | serial telewizyjny   |